# Giuseppe Panzi
Giuseppe Panzi (Florència 1734 - Pequín abans de 1812)va ser un capellà jesuïta i pintor italià, missioner a la Xina durant la dinastia Qing.

## Biografia
Giuseppe Panzi va néixer a Florència el 2 de maig de 1734.
De fet l'activitat Panzi a la Xina va desenvolupar-se un cop els jesuïtes ja havien estat suprimits a Europa (Portugal 1759, França 1764) i just abans de l'onada anticristiana a la Xina (1784-85) a finals del regnat de l'emperador Qianlong (1735 - 1796) i va arribar a Pequín el 12 de gener de 1773, el mateix any que el Papa Climent XIV va dissoldre definitivament la Companyia de Jesús.
Quan es va promulgar l'escrit de Climent XIV, els sacerdots religiosos es van convertir de sobte en clergues diocesans autosostenibles, mentre que Panzi, va tornar a ser un simple laic. El bisbe von Laimbeckhoven i els seus missioners xinesos i europeus, tots ells antics jesuïtes, van haver de vagar pel centre de la Xina d’una ciutat a una altra, amagant-se a la nit a les cases dels cristians.
Després de la supressió de la Companyia de Jesús, la Congregació de Propaganda Fide no va poder trobar una congregació religiosa que substituís els antics jesuïtes a Pequín, cosa que només va passar deu anys després. La Congregació de les Missions, comunament anomenada Lazaristes o Vicencians (Sant Vicenç de Pau), havent acceptat aquesta important missió. El 8 de maig, de 1785 el nou bisbe de Pequín, Alexis de Gouvea, franciscà portuguès, va promulgar un decret de la Congregació de Propaganda, que traslladava les cases, les esglésies i les propietats de l'extinta Companyia de Jesús a Pequín als lazaristes. Els jesuïtes Bourgeois, Amiot, de Poirot, Ventavon i el mateix Panzi., tots van continuar treballant per a l'Emperador al palau imperial.
Panzi com a pintor de la Cort Imperial de l'emperador Qianlong va substituir als jesuïtes Giuseppe Castiglione i Jean-Denis Attiret.
El 1806 va renovar el vots amb l'autorització del Papa Pius VII.